# Klassifikation (Archiv)
Klassifikation beschreibt im Archivwesen die systematische Ordnung der Archivalien innerhalb eines Bestandes durch den Archivar. Die Verzeichnungseinheiten werden Systematikgruppen zugeteilt, die im Findbuch als inhaltliche Gliederung dienen. Für die Benutzung hat dies eine Optimierung der Informationen und die Transparenz des Bestandes zur Folge.

## Geschichtliche Entwicklung
Nachdem in Frankreich bereits im Jahre 1841 eine Abkehr vom Pertinenzprinzip vollzogen worden war, folgte man auch in Deutschland diesem Vorbild. Mit den 1881 im „Regulativ für die Ordnungsarbeiten im Geheimen Staatsarchiv“ verfassten Richtlinien schrieb das Preußische Geheime Staatsarchiv in Berlin zunächst für die eigenen, 1896 auch für die Bestände aller anderen preußischen Staatsarchive eine einheitliche Gliederung nach dem Provenienzprinzip vor.
Die Ordnung, die im Geschäftsgang der Verwaltung entstanden war, wurde dabei streng übernommen. Im Laufe der Zeit stellte sich jedoch heraus, dass dieses strenge Prinzip nur bei einer vorbildlich geführten Registratur funktionierte, die jedoch praktisch nicht in jeder Verwaltung gegeben war, sodass Anpassungen an die tatsächliche Struktur unvermeidlich blieben.
Als im Zuge der Büroreform in den 1920er Jahren schließlich die Zentralregistraturen zugunsten einer dezentralisierten Aktenführung (Sachbearbeiterregistratur) abgeschafft wurden, entstanden eine Reihe verschiedener Ordnungsprinzipien.
So entwickelte u. a. Adolf Brenneke, 1930 bis 1943 Leiter des Preußischen Geheimen Staatsarchivs, ein Konzept, nach dem die Bestände nach sechs Ordnungstypen klassifiziert werden konnten.
Während in der DDR Versuche unternommen wurden, mit den „Ordnungs- und Verzeichnungsgrundsätzen für die staatlichen Archive der Deutschen Demokratischen Republik“ von 1964 die Ordnung von Beständen gesetzlichen Vorschriften zu unterwerfen, beschränkten sich Regelungen in Westdeutschland allenfalls auf empfehlenden Charakter.
So heißt es zum Beispiel in den „Richtlinien für Titelaufnahme und Repertorisierung von Aktenschriftgut des 19. und 20. Jahrhunderts“ der Staatlichen Archivverwaltung von Baden-Württemberg von 1981: „Jede archivische Ordnung geht von der vorgegebenen Struktur des zu ordnenden Schriftguts aus. Mit Rücksicht auf die […] bestehende Vielfalt von Schriftgutstrukturen enthalten die folgenden Richtlinien keine Bestimmungen über die Ordnung von Schriftgut.“

## Gliederung von amtlichen Unterlagen

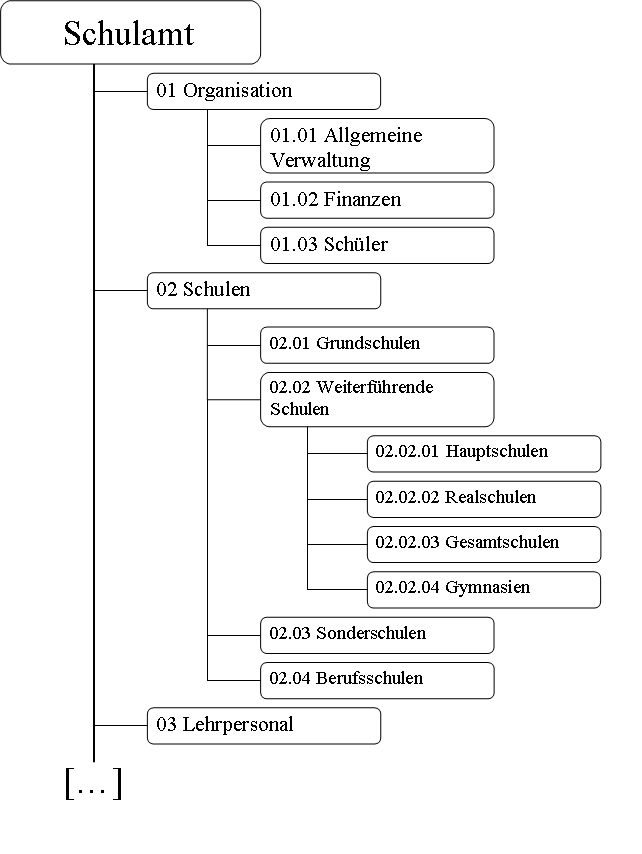
Beispiel für eine Klassifikation nach dem Verwaltungsstrukturprinzip

Auch heutzutage gibt es keine gesetzliche Grundlage, auf der die Klassifikation aufgebaut wird. Bei amtlichem (oder diesem ähnlichen) Schriftgut hängt die Wahl des Ordnungsprinzips maßgeblich von der vorarchivischen Ordnung ab. Vor archivfachlichem Hintergrund muss entschieden werden, inwieweit sich diese für den Bestand eignet und an welchen Stellen gegebenenfalls Korrekturen vorgenommen werden müssen. Die Prinzipien sind im Wesentlichen folgende:
1. Strenges Registraturprinzip: Die vorarchivische Ordnung wird unverändert auf den Bestand übertragen bzw. auf der Grundlage von Aktenplänen oder anderen Registraturhilfsmitteln in seiner ursprünglichen Form wiederhergestellt.
2. Regulierendes Registraturprinzip: Die vorarchivische Ordnung wird weitestgehend übernommen, allerdings sind kleine Veränderungen möglich, wenn sich beispielsweise aus dem Bestand heraus eine Umstrukturierung anbietet.
3. Verwaltungsstrukturprinzip: Der Bestand wird grundsätzlich neu geordnet. Die Klassifikation orientiert sich hierbei hauptsächlich an den Aufgaben (Aufgabengliederungsplan) oder der Geschäftsgliederung (Geschäftsgliederungsplan) des Registraturbildners. Außerdem sind Veränderungen, die sich aus dem Bestand heraus ergeben, möglich.
4. Abstrakt systematisierendes Prinzip: Die Klassifikation wird nach theoretischen, möglichst allgemeingültigen Gesichtspunkten gebildet. Dabei muss sich die Ordnung nicht zwingend aus dem Bestand selbst ergeben, sondern kann sich an der Funktion des Registraturbildners (Funktionsprinzip) oder an der Ordnung ähnlicher Registraturbildner oder Bestände orientieren.

## Gliederung von privaten Unterlagen

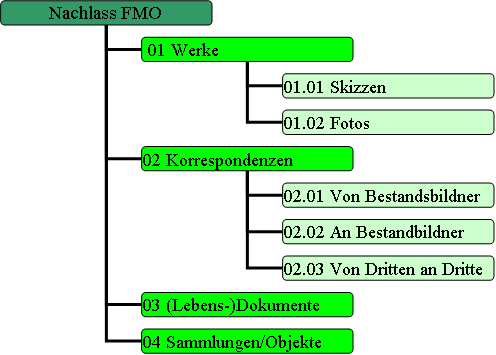
Beispiel einer Klassifikation nach dem abstrakt systematisierenden Prinzip

Bei privaten Unterlagen (z. B. Nachlässen) liegt das Problem der Klassifikation häufig darin, dass keine vorarchivische Ordnung vorliegt oder diese nicht nach archivfachlichen Kriterien erstellt wurde. Deshalb findet hier in der Regel das abstrakt systematisierende Prinzip Anwendung. Trotz allem muss die gegebenenfalls vorliegende Ordnung auf ihre Brauchbarkeit überprüft werden. Ist diese nachvollziehbar, kann sie unverändert übernommen werden. Andernfalls muss eine Klassifikation nach formalen und/oder sachlichen Kriterien erfolgen.
Dabei können die Gliederungsgruppen z. B. wie folgt nach Inhalt eingeteilt werden:
1. Werke: alle privat oder beruflich verfassten oder geschaffenen Unterlagen
(z. B. Skizzen, Entwürfe und Ausarbeitungen) unabhängig von ihrer Form und dem Grad der Fertigstellung.
2. Korrespondenzen: alle Briefe, Karten, Telegramme usw., die
- an die/den Bestandsbildner/-in gerichtet
- von der/dem Bestandsbildner/-in verfasst oder
- von Dritten an Dritte gerichtet sind

einschließlich der dazugehörigen Umschläge und Beilagen. Die Ordnung kann hierbei alphabetisch nach Verfasser/Empfänger und gegebenenfalls zusätzlich chronologisch erfolgen.
3. (Lebens-)Dokumente: alle Unterlagen der beruflichen oder privaten Lebensführung des Bestandsbildners
(z. B. private Sachakten, Ausweise, Verträge, Tagebücher und Notizhefte)
4. Sammlungen und Objekte: alle vom Bestandsbildner zusammengetragenen, aber nicht von ihm verfassten und ihn

nicht notwendigerweise betreffenden Unterlagen

(z. B. Zeitungsausschnitte)
Diese Klassifikation findet vor allem bei Schriftstellernachlässen Anwendung.
Gliederungen nach Medienarten (Schriftstücke, Fotos, Plakate, Bücher etc.) oder solche, die sich aus dem Bestand selbst erschließen, sind ebenfalls möglich.